# Lucius Carl von Neergaard

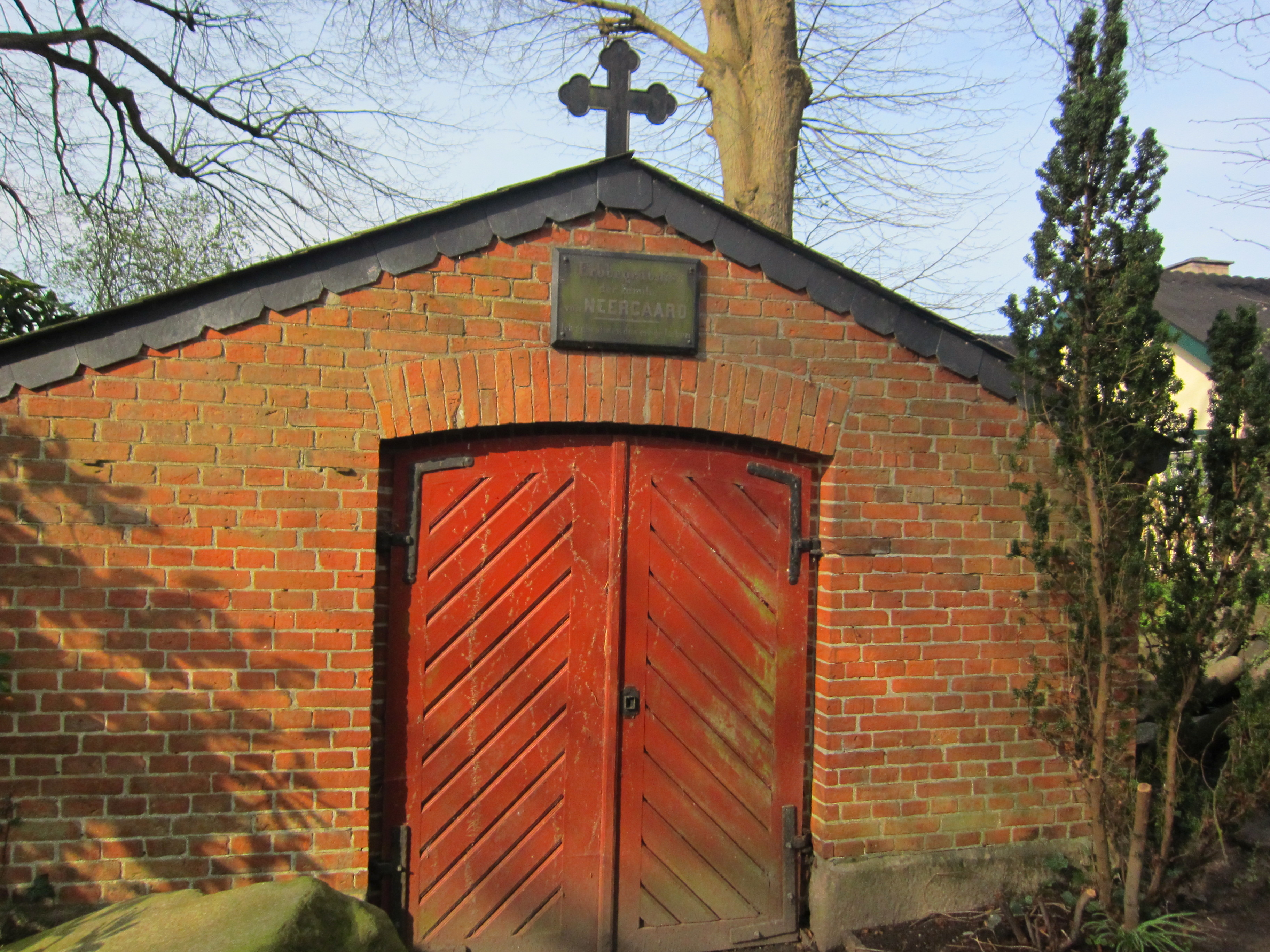
Erbbegräbnis in Dänischenhagen

Lucius Carl Joseph Andreas von Neergaard, auch genannt Lucius Bruun von Neergard (* 17. Mai 1797 auf Gut Eckhof; † 9. Juli 1881 ebenda), war ein deutscher Politiker.

## Leben
Neergard war der dritte Sohn von Jens Peter Bruun Neergard (7. Dezember 1764 – 7. Januar 1848) und Henriette Caroline Elisabeth Baudissin.
Neergard studierte Rechtswissenschaften an der Universität Göttingen und beendete sein Studium mit der Promotion zum Dr. iur. 1835 wurde er Ständedeputierter der adeligen/größeren Güter sowie 1842 Vizepräsident der Holsteinischen Ständeversammlung. Ferner wurde er 1848 Deputierter der gemeinsamen Schleswig-Holsteinischen Stände und 1854 schließlich Kammerherr. Neergard war zudem 1848 Wortführer der Schleswig-Holsteinischen Deputation in Kopenhagen für die deutsch-gesinnte Schleswig-Holstein-Bewegung sowie Parlamentsmitglied der Frankfurter Nationalversammlung als Abgeordneter für Itzehoe.

## Familie
Vor seiner Zeit auf Gut Eckhof heiratete Neergard Maria Bügel (* 26. September 1796 in Ringsted Klosters Fideikomiß – 13. Januar 1863), die Hochzeit fand am 3. Juni 1821 in der St.-Petri-Kirche in Kopenhagen statt.
Der erste Sohn, Jens Ernst Bruun Neergard (29. April 1822 – 20. Oktober 1866) war ab 7. März 1850 mit Antonia Josephine Therese Gräfin von Baudissin (4. September 1822 – 8. Januar 1855) verheiratet, starb jedoch kinderlos. Der zweite Sohn Carl Erik Johan Bruun Neergaard (12. April 1823 – 21. Juni 1889) beerbte seinen Vater. Er heiratete am 26. September 1827 Alette Wilhelmine Moltke (* 12. September 1827) aus Polen.

## Schriften
- Über die Verfassung und Verwaltung der Landgemeinden im Herzogthum Holstein. Kiel 1837